# Recours en manquement
Le recours en manquement est une procédure de droit de l'Union européenne définie aux articles 258, 259 et 260 du traité sur le fonctionnement de l'Union européenne (Traité de Lisbonne). Il est déposé devant la Cour de justice de l'Union européenne (CJUE) contre un État membre accusé de manquer à ses obligations découlant des traités ou du droit dérivé de l'Union.

## Parties concernées
La Commission européenne, ainsi que tout État membre, est susceptible de déposer ce type de recours, mais en pratique c'est surtout la Commission, "gardienne des traités", qui intervient. Dans le cadre de cette procédure, elle est également tenue de déposer un avis motivé (même si elle n'est pas demanderesse), indiquant quels sont les manquements de l'État assigné, et quelles mesures devraient être prises pour pouvoir résoudre ce problème. Si ces deux conditions ne sont pas remplies, le recours n'est pas acceptable. Sauf si cet avis n'est pas intervenu dans un délai de trois mois à compter du dépôt de la demande par l'État membre (article 259 TFUE alinéa 4), cette absence d'avis de la part de la commission ne fait pas obstacle au dépôt d'un recours en carence par un des États membres.

## Conditions
Si le manquement est constaté par la Cour, l'État incriminé a l'obligation de prendre les mesures adéquates pour y remédier : depuis l'adoption du Traité sur l'Union européenne à Maastricht, le juge de l'Union peut infliger une amende à l'État récalcitrant si celui-ci, après le prononcé d'un arrêt en manquement à son encontre, ne se conforme pas aux obligations qui lui incombent en vertu des traités. Il faut cependant relever que la Cour de justice n'a pas de moyen d'injonction pour annuler les dispositions législatives nationales qui seraient contraires aux traités : cette tâche relève à l'État contrevenant (la Commission avait demandé que cette possibilité soit inscrite dans les traités dès 1975 mais n'a jamais été suivie).

## Causes exonératoires du manquement
L'État qui n'a pas rempli les obligations qui lui incombent en vertu du traité, pourra exceptionnellement avancer un cas de force majeure ayant empêché cette exécution mais la Cour de justice reste très exigeante sur ce point.
Elle a estimé, dans un arrêt de 1985, Commission c/ Italie, que les circonstances en cause, à savoir un attentat contre un bâtiment administratif, ne suffisaient pas à justifier le caractère persistant de l'omission. Également, dans un arrêt Commission c/ Grèce de 1987, la Cour de justice a estimé que des circonstances relatives à une grève générale, annoncée à l'avance, étaient prévisibles.
L'État membre concerné devra donc arguer d'une impossibilité absolue d'exécution.

## Fonctionnement

### Modalités de dépôt de la plainte
La plainte peut-être déposée par courrier électronique ou voie postale à l'aide d'un formulaire disponible en ligne aidant à structurer la plainte. Il est également possible de remplir ce formulaire directement en ligne. La Commission européenne accuse réception de la plainte dans un délai de 15 jours ouvrable, et examine la plainte dans les 12 mois suivants. En fonction du degré de complexité de la demande, des délais supplémentaire peuvent être nécessaires. Le plaignant peut demander au moment du dépôt de plainte à ce que son identité ne soit pas divulguée.

### Limitations des pouvoirs de la Cour
L'attribution d'un pouvoir d'annulation des dispositions nationales à la CJUE en aurait fait de facto une juridiction fédérale capable de se substituer aux États membres, une possibilité difficilement envisageable pour ces derniers. D’autre part, le système juridique de l'Union correspond à un système intégré, et non superposé, dans lequel les juridictions nationales sont chargées d’appliquer le droit de l'Union et ne sont pas directement subordonnées à la Cour de justice.

### Astreinte
C'est la fréquente inertie des pays membres dans l'exécution des arrêts de la CJUE qui a motivé cette modification.
Là où la précédente version de l'article 171 (renuméroté 228 dans le TUE) se contentait d'indiquer 

« Si la Cour de justice reconnaît qu'un État membre a manqué à une des obligations qui lui incombent en vertu du présent traité, cet État est tenu de prendre les mesures que comporte l'exécution de l'arrêt de la Cour »

le nouveau paragraphe (228.2) ajoute donc désormais que 

« Si la Cour de justice reconnaît que l'État membre concerné ne s'est pas conformé à son arrêt, elle peut lui infliger le paiement d'une somme forfaitaire ou d'une astreinte. »

Pour qu'une amende ou astreinte soit prononcée, il faut cependant que la Cour soit à nouveau saisie par la Commission lorsque celle-ci constate que l'État membre ne s'est pas conformé au jugement précédemment rendu. Ce nouvel arrêt de la CJUE sera alors un arrêt de manquement sur manquement. Toutefois, la Cour n'est pas liée par les conclusions de la Commission et peut décider d'elle-même du montant des astreintes.

## Conséquences d'un manquement constaté
Autre que l'application du droit communautaire par l'État reconnu coupable de manquement aux traités, l'utilisation du recours en manquement a eu des effets sur le fonctionnement de l'Union ainsi que sur l'application de son droit.

### Sur le droit communautaire
Une procédure en manquement peut parfois avoir des conséquences sur la législation de l'Union:
c'est après la condamnation à de multiples reprises de pays membres pour manquement à l'application de l'article 49 TCE concernant la libre circulation de services, que la Commission a proposé le projet de Directive relative aux services dans le marché intérieur (plus connu sous le nom de Projet de directive Bolkestein).

### Jurisprudence
Le 12 juillet 2005, la CJCE a condamné la France (Commission c. République Française, C-304/02) à payer sur le compte « Ressources propres » de la Communauté européenne une astreinte d’un montant de 57 761 250 € pour chaque période de six mois à compter du prononcé de l’arrêt où les règles applicables quant à la taille des prises de merlus ne seraient pas respectées. La France se voit également infliger une amende forfaitaire de 20 000 000 €. Il s'agit de la plus forte amende jamais infligée à un État membre. Le manquement avait été constaté dès 1991.

## Articles  connexes
- Recours en carence
- Renvoi préjudiciel
- Recours en annulation